# Thập niên 230
Thập niên 230 hay thập kỷ 230 chỉ đến những năm từ 230 đến 239.